# With Her Card
With Her Card è un cortometraggio muto del 1909 scritto e diretto da David W. Griffith. Prodotto e distribuito dalla Biograph Company, il film uscì nelle sale il 16 agosto 1909.

## Trama
Innamorata di Randolph Churchill, un ricco finanziere di Wall Street, Adele decide di vendicarsi quando lui, dopo averla sedotta, la lascia per sposare una signora dell'alta società. Cerca allora l'aiuto di un altro broker, Harry Larkin, che promette di sposare il giorno che sarà riuscito a rovinare finanziariamente Churchill.

## Produzione
Il film fu prodotto dalla Biograph Company. Venne girato il 7 luglio 1909 negli studi Biograph di New York.

## Distribuzione
Distribuito dalla Biograph Company, il film - un cortometraggio in una bobina - uscì nelle sale cinematografiche statunitensi il 16 agosto 1909. Copie del film sono conservate negli archivi del Museum of Modern Art e della Library of Congress.